# O Nome da Morte
O Nome da Morte é um filme brasileiro do gênero drama de 2018. Com direção de Henrique Goldman e roteiro de George Moura, conta com Marco Pigossi, Fabíula Nascimento, André Mattos e Matheus Nachtergaele nos papéis principais.
Baseado em uma história real, o filme foi inspirado no livro homônimo de Klester Cavalcanti sobre o brasileiro Júlio Santana, um assassino de aluguel que matou 492 em seus 35 anos de carreira.

## Elenco
- Marco Pigossi ... Júlio Santana
- Fabíula Nascimento ... Maria
- André Mattos ... Cícero
- Matheus Nachtergaele ... Luciano
- Tony Tornado ... Genézio
- Augusto Madeira ... Adilson
- Martha Nowill ... Alzimara
- Gillray Coutinho ... cabo Santos
- Ariel Moshe ... padre
- Jota Ferreira ... pai de Júlio
- Demy Britto ... mãe de Júlio
- Hygor Diniz ... irmão de Júlio 1
- Dante Parreão ... irmão de Júlio 2
- Jessica Alencar ... Ritinha
- Junior Foppa ... Ueikman
- Osmar Casagrande Campos ... Lielson
- Vitor Américo ... Moisés
- Marcelo Madureiro ... Caetano
- Jairo Martins ... Amarelo
- Luciano Gatti ... Sérgio
- Antônio Piauí ... avô de Maria
- André Luiz Castro ... Maicon (5 anos)
- Brenno Teixeira ... Maicon (9 anos)
- José Bulhões Padilha ... Robert Jones
- Kadu Olivier ... Luan
- Alexandre Roit ... delegado
- Yara Virginio ... Kellen
- Henrique Goldman ... caixa do mercadinho

## Recepção
Da Folha de S.Paulo, Naief Haddad fez uma crítica positiva elogiando o desempenho do protagonista Marco Pigossi e a direção de Henrique Goldman: "O Nome da Morte revela o amadurecimento do cinema de Goldman, a começar pelo desenvolvimento dos personagens, o que se deve ao roteiro e ao elenco. Graças ao trabalho de Marco Pigossi, a aridez emocional de Júlio oscila em meio a nuances —mais fácil seria um vilão marcado por rompantes."
Daniel Schenker, do O Globo, disse: "Como pano de fundo, Goldman coloca o espectador diante de um Brasil violento, atravessado pela corrupção policial e pela conexão entre ascensão financeira e prática religiosa. No elenco, destaque para Pigossi."
Já Marcello Muller, do site Papo de Cinema, fez uma crítica negativa para o filme, ponderando: "É quando a ação perde terreno exatamente para as tragédias em torno do protagonista que o filme derrapa feio, incorrendo em reduções e representações demasiadamente rasas para alcançar qualquer reverberação."

## Principais prêmios e indicações
| Ano  | Festival                                | Categoria               | Nomeações            | Resultado |
| ---- | --------------------------------------- | ----------------------- | -------------------- | --------- |
| 2017 | Festival Internacional de Cinema do Rio | Melhor Ator Coadjuvante | André Mattos         | Indicado  |
| 2019 | Grande Prêmio do Cinema Brasileiro      | Melhor Ator Coadjuvante | Matheus Nachtergaele | Venceu    |